# ユマ砂漠

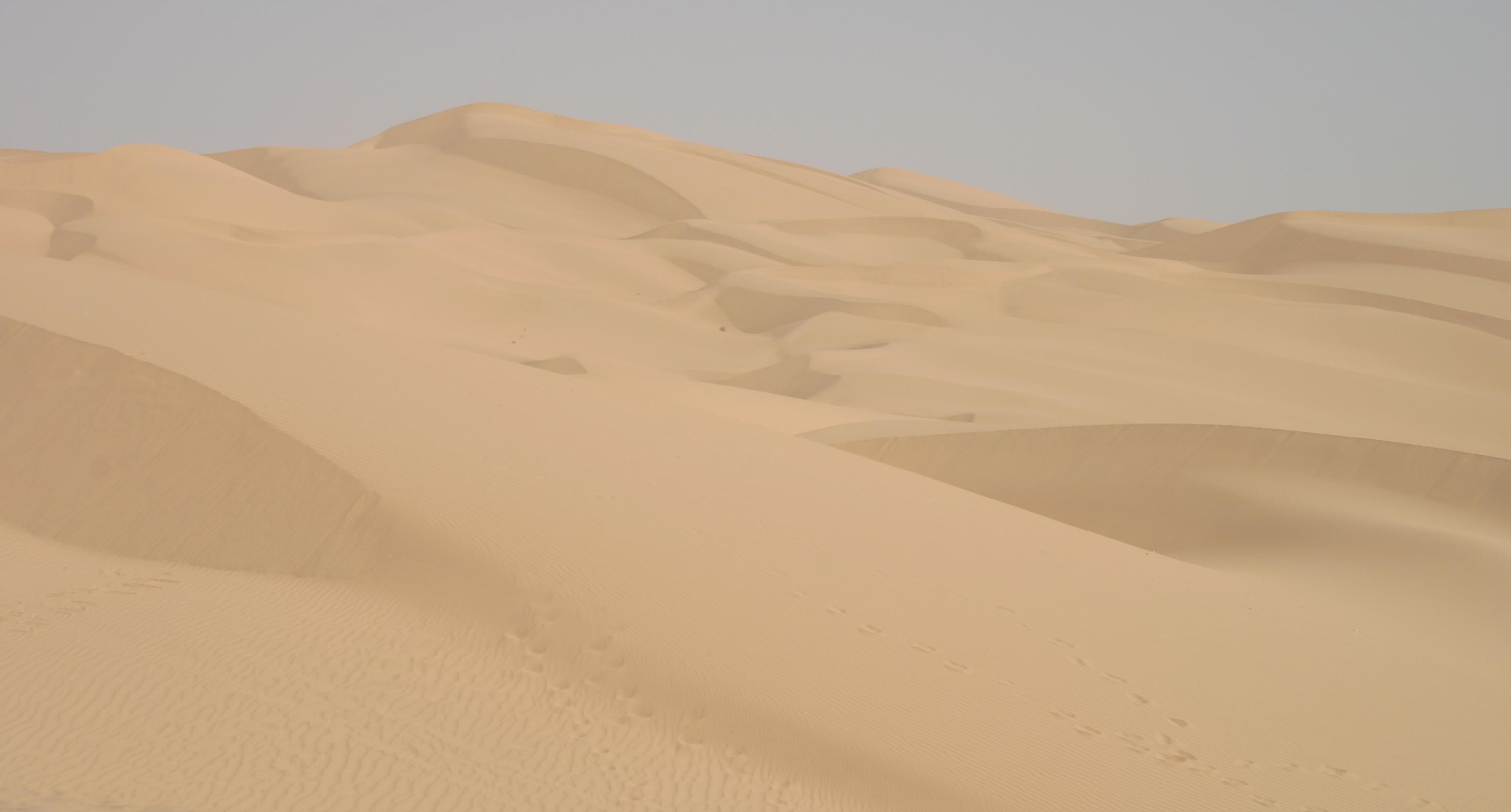

ユマ砂漠は、アメリカ南西部からメキシコ北西部に広がるソノラ砂漠のうち標高の低い部分。ベイスン・アンド・レンジ地域の広い沖積平野の盆地の上にあり、西部は急峻な山脈で隔てられたため、太平洋の湿潤気団はここに到達することができない。植生が乏しかったり、砂丘が有名な地域を含む。年平均降水量が200mm以下であり、北アメリカでもっとも荒涼とした砂漠の一つである。人口もまばらであり、最大の都市はユマである。
砂漠はアリゾナ州南西部の低標高の地域を含み、西はコロラド川まで広がっている。川の反対側はコロラド砂漠である。両者はコロラド川でへだてられているのみであるが、片側のみでしか見られない動植物が多数存在する。たとえばサボテンのベンケイチュウ (Carnegiea gigantea) は川の東側のみにしか分布しない。また、ユマ砂漠はソノラ州西部の、カリフォルニア湾まで続く砂の平原も含む。砂漠内最大の河川はヒラ川である。
生息する植物にはオルガンパイプサボテン（Stenocereus thurberi）、ベンケイチュウ、メキシコハマビシ（Larrea tridentata）、ブルセラ・ミクロフィラ（Bursera microphylla）、フォークィエリア・スプレンデンス（Fouquieria splendens）、デザートウィロー（Chilopsis linearis）、デザートアイアンウッド（Olneya tesota）、Psorothamnus spinosusなどがある。動物はソノラ・プロングホーン（Antilocapra americana sonoriensis）が生息している。メキシコのソノイタに隣接するアリゾナ州内の133,882 haは「オルガンパイプカクタス国定公園」としてナショナル・モニュメントに指定されているほか、1976年にユネスコの生物圏保護区にも指定された。2019年以降のトランプの壁の建設はこの場所でも行われたのに対し、自然保護活動家と現地のアメリカ先住民は抗議した。